# Heretic
Heretic je sedmi studijski album američkog death metal-sastava Morbid Angel objavilen 23. rujna 2003., a objavila ga je diskografska kuća Earache Records. Posljednji je album s bubnjarom Peteom Sandovalom i posljednji (do albuma Kingdoms Disdained) album s pjevačem i basistom Steveom Tuckerom.
Na pjesmi "God of Our Own Divinity" gitaru svira Karl Sanders, pjevač i gitarist sastava Nile.

## Popis pjesama
Tekstovi: Steve Tucker. 
| 1.    | »Cleansed in Pestilence (Blade of Elohim)« | 4:35 |
| 2.    | »Enshrined by Grace«                       | 4:27 |
| 3.    | »Beneath the Hollow«                       | 4:21 |
| 4.    | »Curse the Flesh«                          | 3:36 |
| 5.    | »Praise the Strength«                      | 5:16 |
| 6.    | Bez naslova                                | 4:10 |
| 7.    | »Place of Many Deaths«                     | 4:14 |
| 8.    | »Abyssous«                                 | 1:31 |
| 9.    | »God of Our Own Divinity«                  | 6:21 |
| 10.   | »Within Thy Enemy«                         | 3:17 |
| 11.   | »Memories of the Past«                     | 3:18 |
| 12.   | »Victorious March of Reign the Conqueror«  | 2:38 |
| 13.   | »Drum Check«                               | 2:52 |
| 14.   | »Born Again«                               | 2:35 |
| 53:12 |                                            |      |

## Zasluge
Morbid Angel
- Steve Tucker – vokali, bas-gitara, tekstovi
- Trey Azagthoth – gitara, klavijature
- Pete Sandoval – bubnjevi, klavijature

Dodatni glazbenici
- Karl Sanders – gitara (na pjesmi "God of Our Own Divinity")

Ostalo osoblje
- Juan "Punchy" Gonzalez – produkcija, miks
- Marc Sasso – omot
- Peter Tsakiris – dizajn
- Alex Solca – slike